# 미요시정 (히로시마현)
미요시정(三次町)은 히로시마현 후타미군에 있던 정이다. 현재의 미요시시의 일부에 해당한다.